# Parn
Parn es un personaje de ficción de la franquicia de novelas Record of Lodoss War y su derivados de manga y anime.
Significa comer súper lento y a la vez rápido. Juega un papel importante en la serie, sobre todo en las novelas ligeras de manga y OVA, y es el protagonista central de la saga La Bruja Gris. Él también juega un papel importante en el comienzo de Crónicas del caballero heroico, pero este papel se reduce después del octavo episodio, donde aparece un nuevo protagonista, Spark.

## Descripción
En la serie de OVA, Parn comienza como un sencillo joven de pueblo, que por circunstancias extraordinarias, se coge la armadura de su padre y su espada, y asume el papel de guerrero. Esto difiere de su introducción en el manga, donde ya es un mercenario. Nunca se da a conocer en el OVA o la serie sobre la edad de Parn.
Parn se especializa en el uso de la espada bastarda. En el comienzo de la serie OVA, maneja la espada de su padre hasta que se destruye. En este punto, la princesa Fiana le concede la Espada del difunto rey Fahn para continuar su viaje.

## Historia del personaje
Parn se crio en un pueblo más o menos pacífico, con la única preocupación real de tener una tribu cercana de trasgos. Cuando era niño, fue condenado al desprecio por los demás, porque el nombre de su padre tenía una mancha negra por traidor. Parn se enteró más tarde de manos del rey Fahn que su padre de buen grado se hizo ver como un caballero pícaro para poder rescatar a la hija del rey de la gente de Flaim, que tenían la intención de ofrecerla en sacrificio a Estrella Fugaz, un antiguo dragón rojo que los estaba aterrorizando. Tuvo éxito en este empeño y también permitió que el rey Fahn tuviera cualquier culpa por el incidente, sin embargo Flaim y Valis acabaron yendo a la guerra. Cuando fue llamado, en silencio Tessius cabalgó al frente y fue asesinado en el campo de batalla antes de que su nombre podría ser restaurado.
Al crecer, Parn idolatraba a su padre, recordándolo como un gran hombre, a pesar de lo que los otros tenían que decir acerca de él y conocerlo sólo como un hombre de honor. Aunque no conociera las circunstancias de la caída de su padre en desgracia, sabía que su padre era un hombre amable y gentil con el espíritu de un guerrero.
Etoh es el mejor amigo de Parn, que dejó el pueblo para convertirse en un sacerdote de Falis, el Dios Supremo, un par de años antes de que la historia comienza. También fue un buen amigo de la hija del alcalde, e incluso pudo haber sido novia de la infancia con ella.

## Papel en la serie OVA
Al comienzo de la serie de OVA, Parn defiende el pueblo de los trasgos, rescatando a la hija del alcalde de ellos y matando a uno. Debido a sus acciones, hay una disputa entre los pobladores acerca de lo que se debe hacer, y Parn decide que se ocupará de los trasgos solo, pero luego es acompañado por su amigo de la infancia EtOH, quien regresó a la aldea en el momento mismo que el atacar.
Después de participar en la defensa del pueblo, el alcalde decide hacer un favor a Parn. Para ayudarle a salvar la cara, el alcalde exilia en secreto a Parn, pidiéndole que abandone el pueblo declararando públicamente que Parn se va a explorar la tierra, y ver qué noticias hay de una posible guerra futura con el país de Marmo.
Durante sus viajes, Parn se encuentra con varios personajes, incluyendo una elfa llamada Deedlit, un enano llamado Ghim, un hechicero llamado Slayn, y un ladrón llamado Woodchuck. Ghim actúa como mentor de Parn y trata de enseñarle a defenderse, a pesar de la carencia de habilidades de Parn, como señala Deedlit que "necesita ayuda". Cuando, por casualidad, Parn y sus compañeros rescatan a la Princesa de Fianna, Parn entra en congraciarse con Fahn, el rey de Valis, y Kashue, el rey de Flaim. Envían Parn y sus compañeros en una misión para obtener inteligencia sobre el Karla de la Bruja Gris, que es un comodín en la guerra en curso de los Héroes entre Marmo y Lodoss.
Cuando regresa Parn, Fahn revela que su padre, a quien muchos pensaban que había muerto con deshonor, había muerto realmente como un héroe, que actúa por su cuenta a fin de salvar a la entonces princesa Fianna como bebé y salvar el reino de la guerra. Parn es concedido el título de "Santo Caballero de Valis", un título que él acepta, pero no utiliza por su nombre, prefiriendo sólo ser conocidos como "Parn".
Durante la guerra con Marmo, Fahn muere en un duelo con el emperador Beld. Karla, mata a Beld, para evitar que uno y otro lado se vuelva demasiado poderoso. En busca de justicia por sus acciones, Parn y sus amigos van a la fortaleza de Karla. Karla intenta influir en Parn a su lado, pero él se niega. Al final, Karla es derrotada y muere Ghim, sin embargo, Karla logra poseer el cuerpo de Woodchuck a fin de escapar.
Luego, Parn se ve obligado a ir a la isla maldita de Marmo, cuando secuestra Wagnard a Deedlit para usarla como sacrificio en un hechizo. Parn y sus amigos combaten para salvar a Deedlit, superando muchos obstáculos, y con la ayuda de la espada sagrada de Falis y la espada demoniaca rompealmas de Ashram, es capaz de detener el hechizo y salvar la vida de Deedlit.
Al final de la serie, Kashue concede a Parn el honroso título de "Caballero de Lodoss", que posteriormente deriva en su título más comúnmente utilizado en la segunda serie de "El caballero libre de Lodoos".

## Papel en las Crónicas del Caballero Heroico
Parn una vez más, sirve como el protagonista de esta serie, pero solo durante los primeros ocho episodios. Presentado bajo una luz diferente, Parn es un poco más fuerte y tiene más habilidad en esta serie, que se lleva a cabo aproximadamente cinco años después de la muerte de Ghim.
Parn se hace amigo de Shyris, pero debido a un error, su compañero y mejor amigo de Orson le ataca en su modo Berserker, tratando de matarlo. Casi da un golpe fatal, pero al igual que en el OVA, Shyris le impide hacerlo.
Parn trabaja con otros personajes para descubrir lo que las fuerzas de Marmo están tramando, el descubrimiento de su intención es adquirir el cetro de dominación. Él ayuda a Kashue para tratar de evitar que el cetro caiga en las manos de Ashram, y también ayudar a matar al dragón rojo Estrella Fugaz.
En este punto, el papel de Parn en la serie se convierte en marginal, y casi no aparece en absoluto. Después de una batalla final que termina en un punto muerto, Parn y Ashram están de acuerdo en ir por caminos separados, Ashram admite dejar Marmo con el resto de su pueblo para buscar la paz.

## Orígenes
Parn se basa en un personaje del juego de rol del mismo nombre, interpretado por el japonés traductor/diseñador de juegos Nao Kitagawa quien tradujo el Stormbringer al japonés. Kitagawa era una gran fanática de Michael Moorcock, por lo que le llama en broma Parn, "eterno campeón". Sin embargo, en las sesiones de juego, Parn fue bautizado como Sanmu Senshi ( 3無戦士 lit. ningún guerrero 3) por su personalidad: muri (ninguna manera), Mucha (tonterías) y mubou (imprudente).